# Township Rollers Football Club
El Township Rollers es un club de fútbol con sede en Gaborone, Botsuana. Popularmente es conocido como Mapalastina. El club fue fundado en 1961. Tiene una fuerte y vieja rivalidad con el Gaborone United.

## Historia
El club fue formado por los trabajados del Public Work Department (PWD) en 1961. Llamaron al equipo Mighty Tigers. En 1965, cambió su nombre a Township Rollers Football Club.
Es el club más ganador en la historia del fútbol en Botsuana. En los años 80 ganó 6 títulos (1980, 1982, 1983, 1984, 1985, 1987) lo que le hizo ganar más popularidad.
En 2003 descendió por primera vez de la primera división, dejando al Extension Gunners como el único club que nunca ha descendido a la división inferior. Solo una temporada le tomó regresar a la liga Premier. Township Rollers hizo historia al ser el primer equipo que ganó un doblete en una temporada. En la temporada 2004/05 bajo la dirección técnica de Banks Panene ganaron la FA Challenge Cup y el título de liga.
En la Liga de Campeones de la CAF 2018 fueron eliminados en la fase de grupos, con lo que es el primer equipo de Botsuana que llega a jugar la fase de grupos en un torneo continental.

## Jugadores

### Jugadores notables
| - Phemelo Ditsile - Seabo Gabanakgosi - Mogogi Gabonamong - Aubrey Kebonnetse - Barolong Lemmenyane | - Boitumelo Mafoko - Moemedi Moatlhaping - Joel Mogorosi - Mokgathi Mokgathi - Tshepiso Molwantwa | - Phenyo 'Kideo' Mongala - Raphael Nthwane - Mmusa Ohilwe - Terrence Mandaza |

## Palmarés
- Liga Premier de Botsuana: 16

1979, 1980, 1982, 1983, 1984, 1985, 1987, 1995, 2005, 2010, 2011, 2014, 2016, 2017, 2018, 2019
- Copa Desafío de Botsuana: 6

1979, 1993, 1994, 1996, 2005, 2010
- Orange Kabelano Charity Cup: 4

2002, 2004, 2006.
- Copa Mascom Top 8: 2

2012, 2018

## Resultados en Competencias CAF
| Temporada | Torneo                            | Ronda          | Club                  | Casa  | Visita | Global      |
| --------- | --------------------------------- | -------------- | --------------------- | ----- | ------ | ----------- |
| 1980      | Recopa Africana                   | 1              | TP Mazembe            | 2-2   | 1-4    | 3-6         |
| 1981      | Copa Africana de Clubes Campeones | 1              | Shooting Stars        | 2-0   | 1-7    | 3-7         |
| 1983      | Copa Africana de Clubes Campeones | Preliminar     | Mbabane Highlanders   | 0-1   | 1-2    | 1-3         |
| 1985      | Copa Africana de Clubes Campeones | Preliminar     | LPF Maseru            | 0-2   | 1-1    | 1-3         |
| 1988      | Copa Africana de Clubes Campeones | Preliminar     | Manzini Wanderers     | 1-4   | 0-2    | 1-6         |
| 1994      | Recopa Africana                   | Preliminar     | Eleven Men in Flight  | 2-1   | 1-3    | 3-4         |
| 1995      | Recopa Africana                   | 1              | Kabwe Warriors FC     | 2-1   | 1-4    | 3-5         |
| 1996      | Copa Africana de Clubes Campeones | Preliminar     | Black Africa FC       | 2-1   | 0-4    | 2-5         |
| 1997      | Recopa Africana                   | Preliminar     | Lerotholi Polytechnic | 1-0   | 0-2    | 1-2         |
| 2006      | Copa Confederación de la CAF      | Preliminar     | SMB FC                | 1-0   | 2-0    | 3-0         |
| 2006      | Copa Confederación de la CAF      | 1              | ZESCO United          | 2-0   | 1-2    | 3-2         |
| 2006      | Copa Confederación de la CAF      | 2              | Interclube            | 1-1   | 0-1    | 1-2         |
| 2011      | Liga de Campeones de la CAF       | Preliminar     | Interclube            | w.o.1 | w.o.1  | w.o.1       |
| 2015      | Liga de Campeones de la CAF       | Preliminar     | Kaizer Chiefs FC      | 0-1   | 1-2    | 1-3         |
| 2017      | Liga de Campeones de la CAF       | Preliminar     | CNaPS Sport           | 3-2   | 1-2    | 4-4 (a)     |
| 2018      | Liga de Campeones de la CAF       | Preliminar     | Al-Merrikh SC         | 3-0   | 1-2    | 4-2         |
| 2018      | Liga de Campeones de la CAF       | 1              | Young Africans FC     | 0-0   | 2-1    | 2-1         |
| 2018      | Liga de Campeones de la CAF       | Fase de grupos | Al-Ahly SC            | 0-1   | 0-3    | 4.º lugar   |
| 2018      | Liga de Campeones de la CAF       | Fase de grupos | Espérance ST          | 0-0   | 1-4    | 4.º lugar   |
| 2018      | Liga de Campeones de la CAF       | Fase de grupos | KCCA FC               | 1-0   | 0-1    | 4.º lugar   |
| 2018/19   | Liga de Campeones de la CAF       | Preliminar     | Bantu FC              | 1-1   | 1-1    | 2-2 (2-4 p) |
| 2019/20   | Liga de Campeones de la CAF       | Preliminar     | Young Africans SC     | 0-1   | 1-1    | 1-2         |

1- Township Rollers abandonó el torneo.

## Entrenadores

### Entrenadores destacados
- Kaiser Kalambo (1989-1992)
- Madinda Ndlovu (2006-2007)
- Darlington Dodo (2012)
- Rodolfo "Rolo" Zapata (2018-2019)
- Hassan Oktay (2021-)[1]